# وندتا (مجموعه تلویزیونی ارمنستانی)
وندتا (ارمنی: Վենդետտա؛ انگلیسی: Vendetta) یک مجموعه تلویزیونی درامدرام رمانس ارمنستانی ۴۰–۴۲ دقیقه‌ای محصول سال ۲۰۱۶ کشور ارمنستان به  تهیه‌کنندگی ادگار آواکیان می‌باشد. این مجموعه از روز ۲۵ ژوئیه ۲۰۱۶ از شانت تی‌وی شروع به نمایش درآمد. بیشتر داستان این مجموعه در ایروان در ارمنستان اتفاق می‌افتد.

## بازیگران
- لوون آیوازیان [ب]
- هایک چومویان [پ]
- لوسینه وارطانیان [ت]
- نارک تر-ماتئوسیان [ث]
- دیون ماکاریان [ج]
- الینا پطروسیان [چ]
- آنوشیک آراکلیان [ح]
- تامارا چارخیفالاکیان [خ]
- نارک پطروسیان [د]
- گریگور هاکوبیان [ذ]
- ساموئل سارگسیان (هنرپیشه)
- سرگئی توماسیان
- سوفی دوویان
- آرمن ماروتیان

## یادداشت
1. ↑  Edgar Avakian
2. ↑  Levon Ayvazyan
3. ↑  Hayk Chomoyan
4. ↑  Lyusine Vardanyan
5. ↑  Narek Ter-Matevosyan
6. ↑  Djon Makaryan
7. ↑  Elina Petrosyan
8. ↑  Anoushik Arakelyan
9. ↑  Tamara Charkhiphalakyan
10. ↑  Narek Petrosyan
11. ↑  Grigor Hakobyan